# L7 (canon)
Pour les articles homonymes, voir Canon de 105 mm.
Le L7 est un canon antichar britannique conçu par la Royal Ordnance à la fin des années 1950. L'adoption de ses munitions et de son tube par le char américain M60 en firent rapidement le premier canon de char au standard OTAN, ce qui contribua, en partie, à sa large diffusion, particulièrement dans les pays du bloc de l'Ouest, mais aussi du Moyen-Orient.

## Historique
À la fin du mois d'octobre 1956, au cours de l'insurrection de Budapest, les Hongrois conduisirent un char soviétique T-54A sur le terrain de l'ambassade du Royaume-Uni. De l'examen de son blindage, les Britanniques conclurent que leur canon Ordnance QF 20 pounder de 83,8 mm, armant alors leurs chars Centurion, serait incapable de percer le blindage du char moyen soviétique.
Deux ans auparavant, en 1954, les ingénieurs de l'armement du RARDE de Fort Halstead avaient conçu un nouveau canon en réalésant simplement un canon 20 pounder de 83,8 mm au calibre de 105 mm ; la culasse de ce dernier demeurait similaire à celle du 20 pounder.
La lente conception des futures munitions de 105 mm a entraîné des ralentissements dans la création des nouveaux râteliers à munition à installer dans les Centurion devant être ré-armés, néanmoins, quinze Centurion Mk. 5 et Mk. 7 furent équipés du canon de 105 mm en vue d'essais.
Le 15 juillet 1959, le 4th/7th Royal Dragoon Guards de l'armée britannique du Rhin effectua des essais dynamiques avec deux Centurion Mk. 8 ré-armés, au polygone de tir de Hohne, en Allemagne fédérale.
Entre la fin de l'année 1959 et 1962, de nombreux chars Centurion Mk. 5/1, Mk. 7/1 et Mk. 8/1 furent ré-armés avec le nouveau canon de 105 mm portant désormais l'appellation L7A1 tandis que les chars revalorisés prenaient l'appellation de Mk. 5/2, Mk. 7/2 et Mk. 8/2.
| Canon                                                                                                | QF 20 pdr                          | L1A1           | L7A1              |
| --- | ---------------------------------- | -------------- | ----------------- |
| Calibre                                                                                              | 83,8 mm                            | 120 mm         | 105 mm            |
| Longueur de la douille                                                                               | 61,8 cm                            | 83,3 cm        | 61,7 cm           |
| Char                                                                                                 | Comet, Charioteer, Centurion Mk. 3 | Conqueror      | Centurion Mk. 5/2 |
| Appellation munition perforante sous-calibrée                                                        | Mk. III APDS-T                     | L1 APDS-T      | L28A1 APDS        |
| Poids de la munition                                                                                 | 17 kg                              | 27,6 kg+9,7 kg | 18,5 kg           |
| Poids de l'obus perforant sous calibré                                                               | 4 kg                               | 9,7 kg         | 5,84 kg           |
| Vitesse initiale                                                                                     | 1465 m/s                           | 1433 m/s       | 1478 m/s          |
| Capacité de perforation d'une plaque d'acier à blindage à 914 m (1 000 yd) sous une incidence de 60° | 87 mm                              | 118 mm         | 120 mm            |

## Modèles

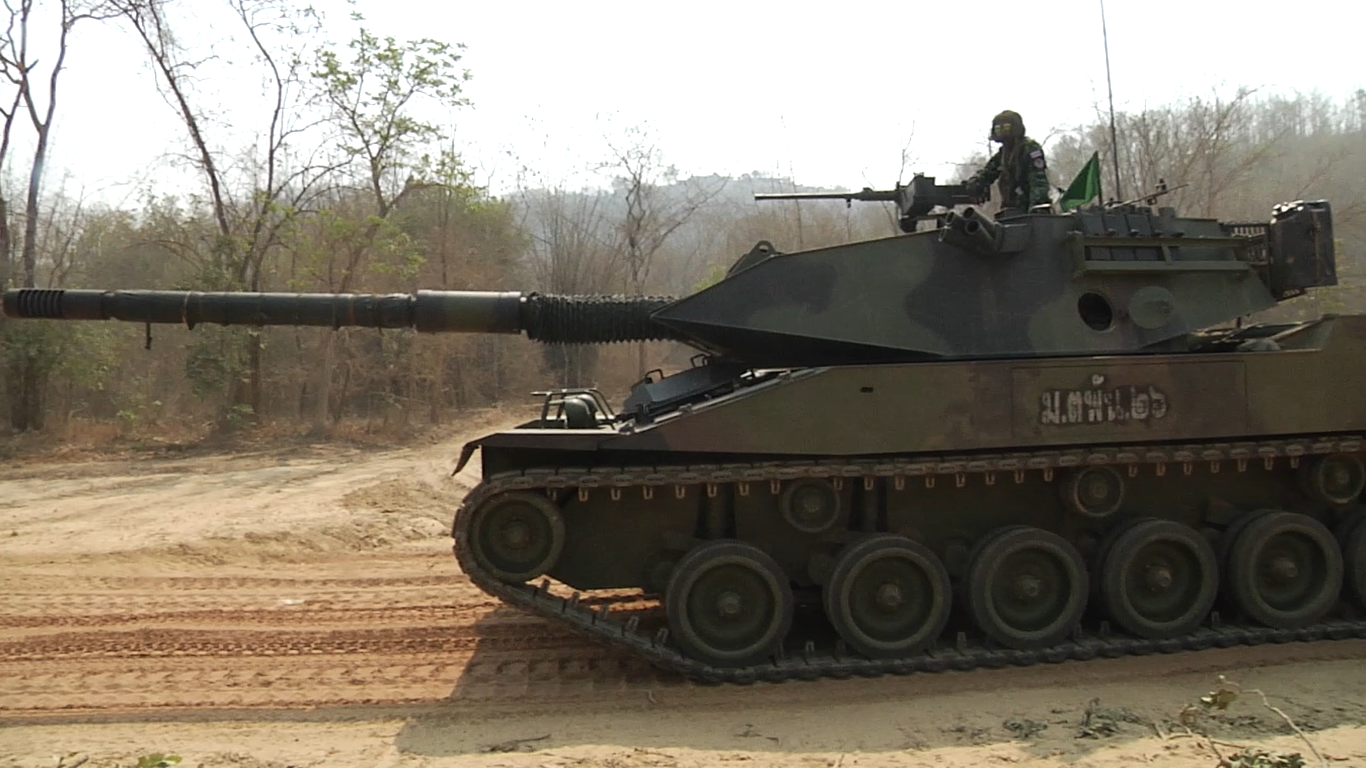
Un Stingray de l'armée thaïlandaise en 2019 armé d'un LRF.

- L7A1: modèle original monté sur les chars Centurion et Vickers Mk. 1 et Mk. 3.
- L7A2 : L7A1 recouvert d'un manchon anti-arcure.
- L7A3 : modèle conçu pour être monté sur le char allemand Leopard 1, la partie supérieure de son bloc de culasse est aplati, de manière à pouvoir pointer le canon en site négatif sans heurter le plafond de la tourelle.
- L7A4 : L7A3 équipé d'un miroir de volée Ernst Leitz Canada. Le L7A4 arme les Leopard 1A5 (BE) belges[5] et les Leopard C1 canadiens[6].
- LRF : LRF pour Low-Recoil Forces, modèle à faible effort dérivé du L7A3 conçu pour le char léger américain Stingray. Il est équipé d'un frein de bouche multiétages et d'un évacuateur de fumée concentrique. Sa longueur de recul est de 762 mm pour un effort de recul de 11,6 kN.
- Type 79/81/83 : copies chinoises réalisées après que l'Autriche leur a fourni un L7, utilisées sur certaines versions du Type 59 et du Type 88.

## Caractéristiques techniques

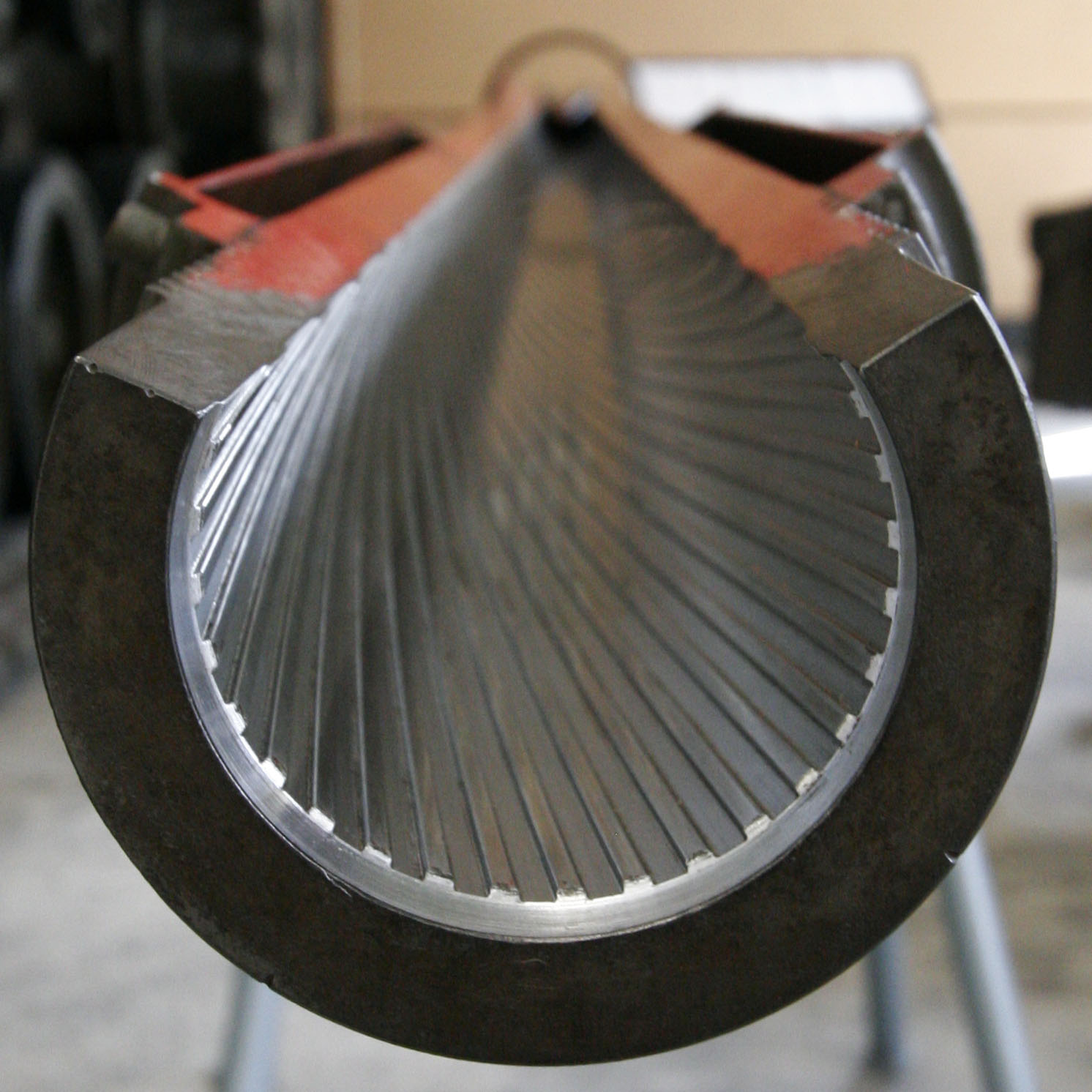
Canon de L7 ouvert au Musée de chars de Munster (Basse-Saxe)

## Caractéristiques techniques[7]
| Appellation                             | L7                                           |
| Concepteur                              | RARDE                                        |
| Fabricant                               | Royal Ordnance                               |
| Munitions                               | 105×617 mm R                                 |
| Culasse                                 | coulissante à coin horizontal                |
| Lien élastique                          | pistons hydropneumatiques                    |
| Frein de tir                            | deux pistons                                 |
| Récupérateur                            | un piston                                    |
| Volume de la chambre                    | 6.6 L                                        |
| Évacuation des fumées                   | par évacuateur de fumées excentrique         |
| Longueur du tube du canon (en calibre)  | 5,588 m                                      |
| Longueur de l'âme rayée (en calibre)    | 5,347 m                                      |
| Pression nominale lors du tir           | 430 MPa                                      |
| Pression maximale admissible en chambre | 510 MPa                                      |
| Poids du tube du canon                  | n.c                                          |
| Poids de la masse reculante             | 1 350 kg                                     |
| Poids de la masse oscillante            | n.c                                          |
| Effort de recul                         | 367 kN (OCC) 500 kN (OFL)                    |
| Longueur de recul                       | 280 mm                                       |
| Pas de rayure                           | un tour tous les 18 calibres                 |
| Durée de vie du tube                    | 200 coups à obus perforant 800 avec additifs |

## Matériels équipés
- Centurion et ses dérivés comme le Olifant
- Vickers Mk. 1
- Char EE-T1 Osório (Brésil)
- Char Leopard 1 (Allemagne)
- certaines versions revalorisées du M47 Patton (par exemple les M47E1 et M47E2 espagnols)
- certaines versions revalorisées du M48 Patton (M48A5, M48 reconstruits par Israël, etc.)
- certaines versions revalorisées du T-54/T-55T-54 (par exemple le Tiran-4Sh israélien)
- certaines versions revalorisées du T-55 (par exemple ceux modifiés par l'Égypte et le M-55S slovéne)
- Tanque Argentino Mediano (Argentine)
- Ramses II (Égypte)